# 10439 ван Схотен
10439 ван Схотен (10439 van Schooten) — астероїд головного поясу, відкритий 24 вересня 1960 року.
Тіссеранів параметр щодо Юпітера — 3,246.
Названо на честь відомого голландсько математика Франса ван Схотена (нід. Frans van Schooten, 1615 — 1660).